# Luigi Agricola
Luigi Agricola (Roma, 1750 circa – 1821) è stato un pittore italiano, padre e maestro di Filippo Agricola.

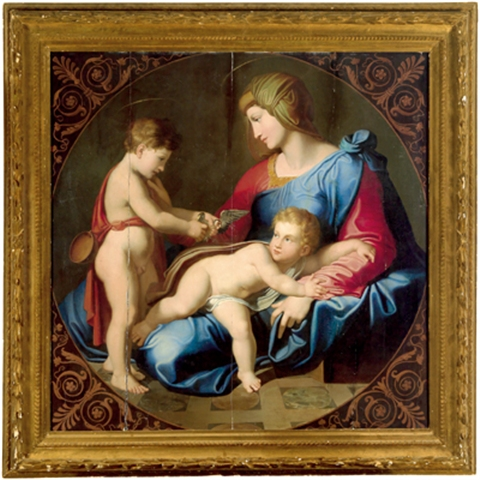
La Madonna con il Bambino e San Giovannino

Accademico di San Luca, fu intimo di Antonio Canova.
È noto come incisore di gemme e piacque a Stendhal, che parla dei suoi quadri nelle Promenades dans Rome.
Compose disegni per una serie di incisioni sulla vita di Gesù e di Maria.